# Abadiyeh (Égypte)
Pour les articles homonymes, voir Abadiyeh.
Abadiyeh est un site archéologique en Égypte situé à environ une douzaine de kilomètres à l'ouest de Dendérah.

## Archéologique
William Matthew Flinders Petrie a été assisté pour les fouilles par David Randall-MacIver et Arthur Cruttenden Mace, celles-ci ayant été effectuées pour le compte du Fonds d'exploration égyptien (EEF). Les fouilles, considérées dans leur totalité, ont consisté en des sites le long de la rive ouest du Nil dans la région de Hiw, renfermant des artefacts de type prédynastique. Des cimetières préhistoriques ont été trouvés à Abadiyeh et Hu (Diospolis Parva) .